# 도쿄도도·사이타마현도 제4호선

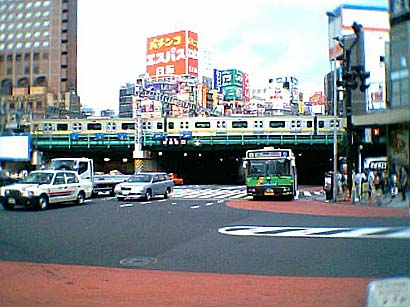
신주쿠 오가도 니시 교차로

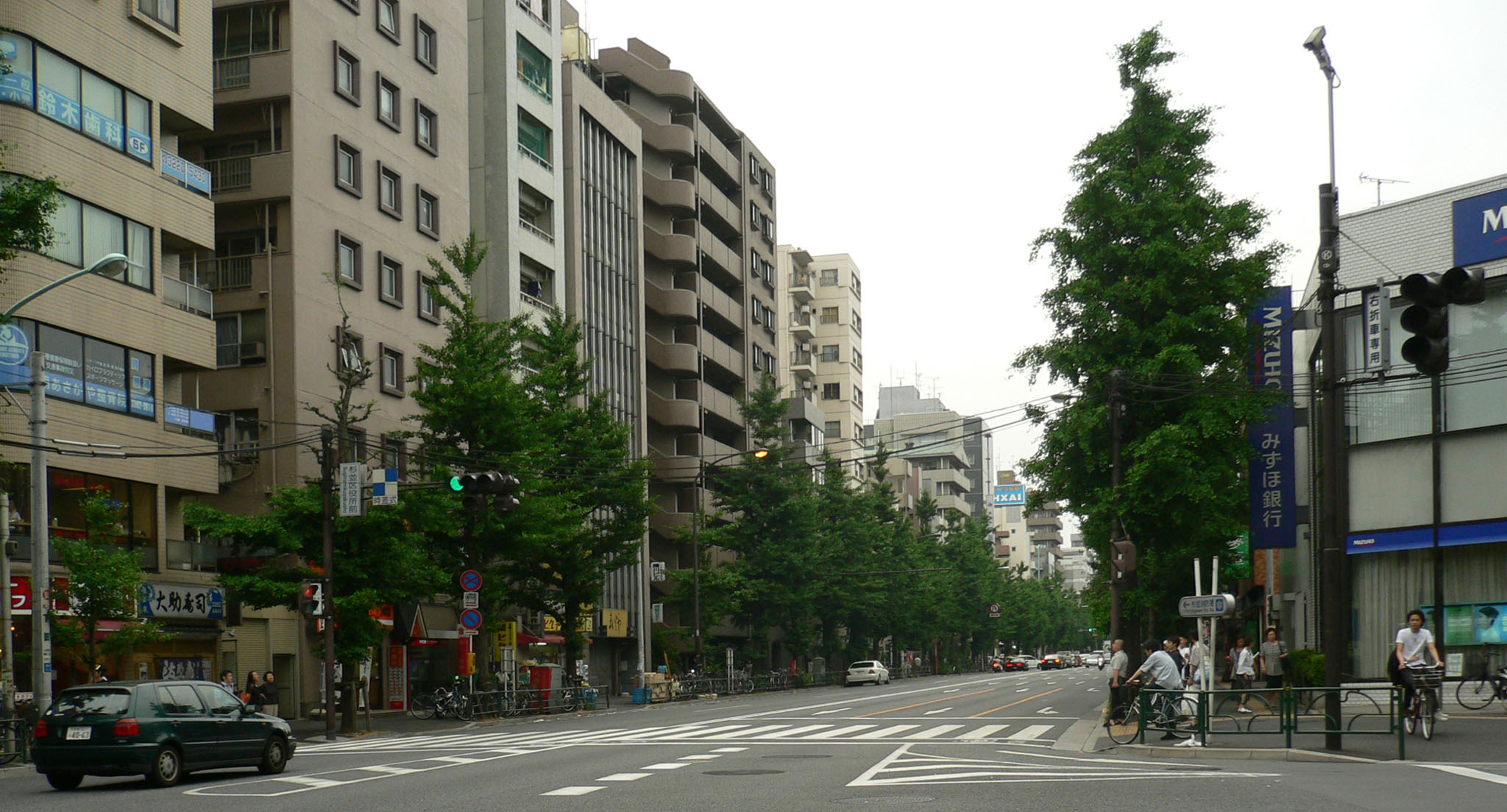
스기나미 구역소 앞 교차로

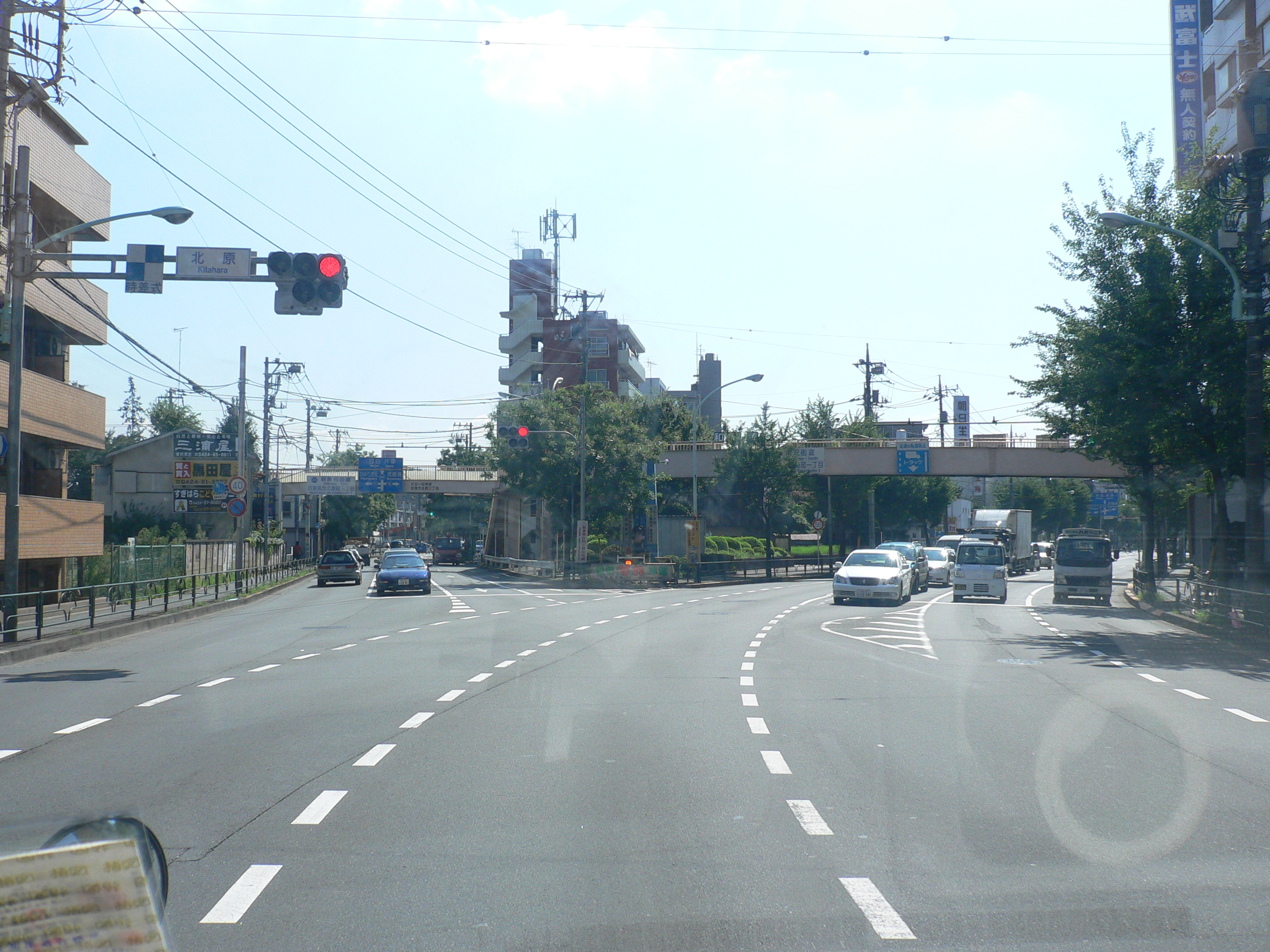
기타하라초 교차로이며, 본 노선은 왼쪽으로부터 오른쪽까지 비스듬한 구조를 가지고 있다. 또한 우측의 안쪽은 신주쿠구 방면이다.

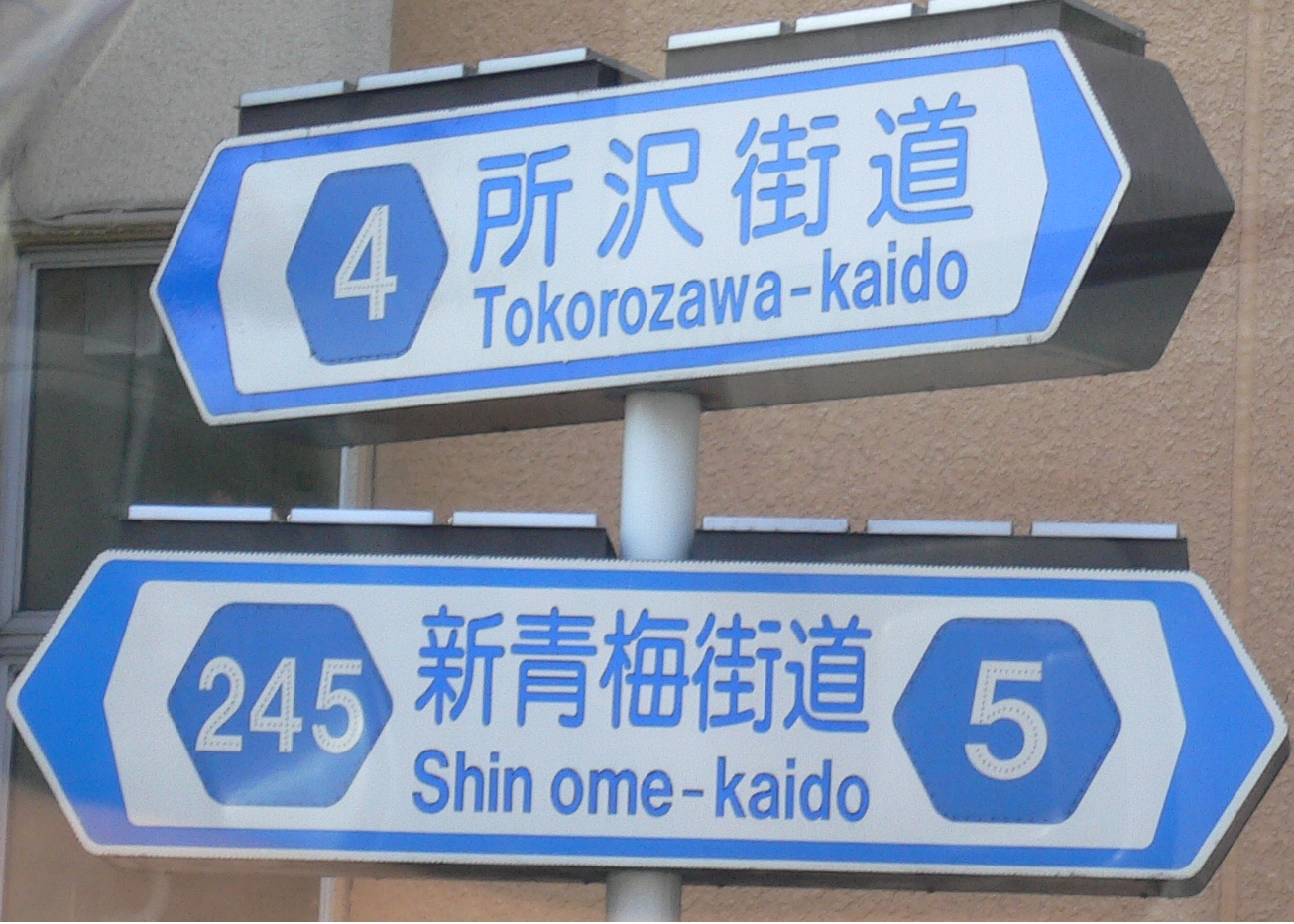
기타하라 교차로에서 촬영

도쿄도도·사이타마현도 제4호선(일본어: 東京都道・埼玉県道4号東京所沢線)은 도쿄도 신주쿠구에서 사이타마현 도코로자와시까지 이르는 주요 지방도로, 총 연장은 29.2 km이다.

## 노선 정보
- 기점 : 도쿄도 신주쿠구 (신주쿠 5초메 교차로)
- 종점 : 사이타마현 도코로자와시 (가나야마초 교차로)
- 노선 연장 : 다음과 같음
  - 도쿄도 구간 - 24,870 m (실제 연장, 2013년 4월 1일 기준)[1]
  - 사이타마현 구간 - 4,329 m（실제 연장, 2013년 4월 1일 기준)[2]

## 지리

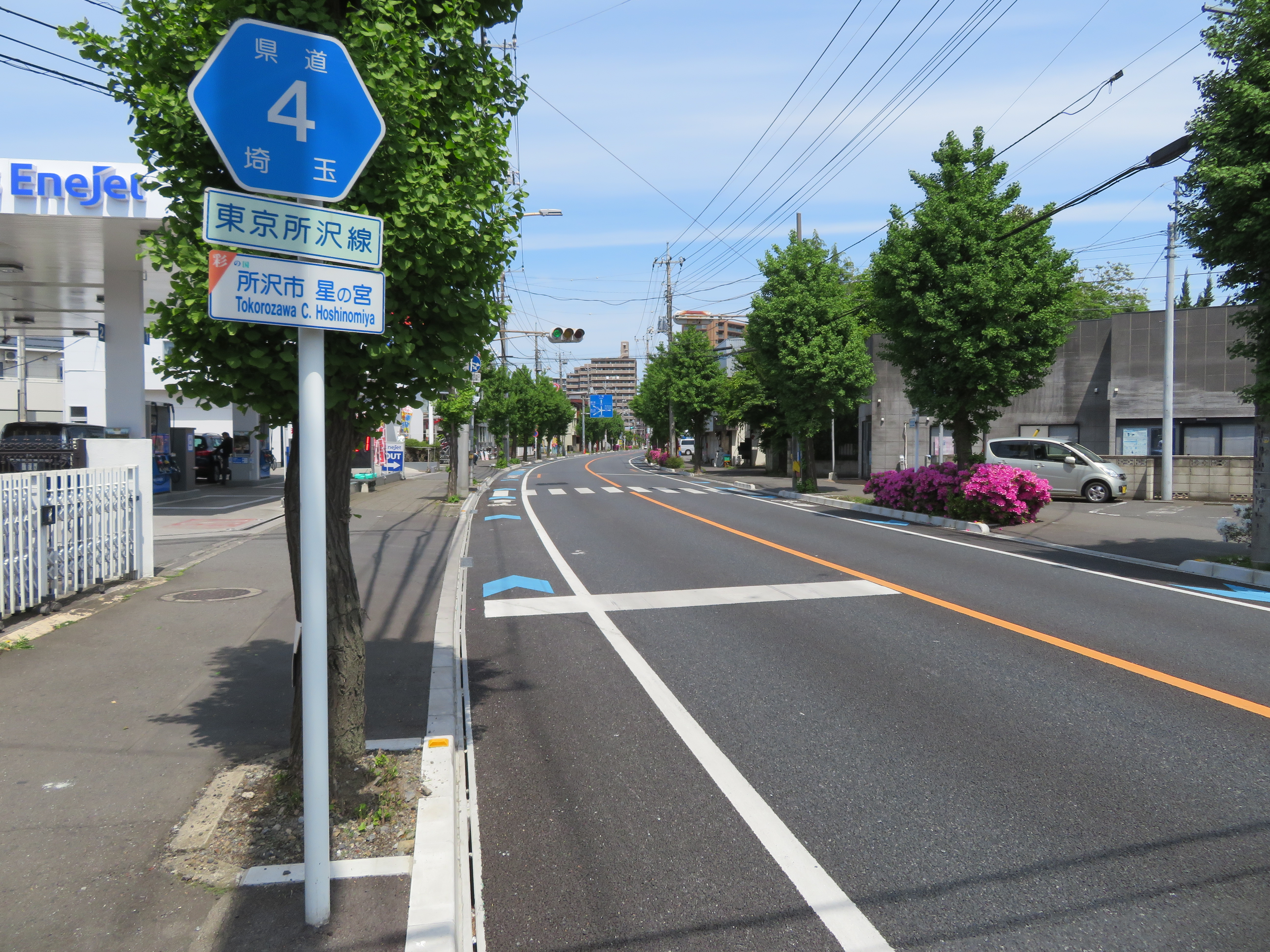
도코로자와시 호시노미야 부근

### 통과하는 지자체
- 도쿄도
  - 신주쿠구
  - 나카노구
  - 스기나미구
  - 네리마구
  - 니시토쿄시
  - 히가시쿠루메시
  - 히가시무라야마시
- 사이타마현
  - 도코로자와시

### 접촉하는 도로
국도
- 국도 제20호선
- 국도 제463호선 (일본)(일본어판)

도도/현도
- 도쿄도도 제305호선
- 도쿄도도 제5호선
- 도쿄도도 제302호선
- 도쿄도도 제430호선
- 도쿄도도 제414호선
- 도쿄도도 제317호선
- 도쿄도도 제420호선
- 도쿄도도 제318호선
- 도쿄도도 제428호선
- 도쿄도도 제7호선
- 도쿄도도 제427호선
- 도쿄도도 제311호선
- 도쿄도도 제113호선
- 도쿄도도 제438호선
- 도쿄도도 제439호선
- 도쿄도도 제116호선
- 도쿄도도 제233호선
- 도쿄도도 제8호선
- 도쿄도도 제12호선
- 도쿄도도 제112호선
- 도쿄도도 제245호선
- 도쿄도도 제15호선
- 도쿄도도 제234호선
- 도쿄도도 제129호선
- 도쿄도도 제226호선
- 도쿄도도 제40호선
- 도쿄도도 제16호선
- 도쿄도도 제17호선
- 사이타마현도 제337호선
- 사이타마현도 제179호선
- 사이타마현도 제55호선
- 사이타마현도 제222호선

기타 도로
- 도쿄도도 신주쿠 부도심 13호선(일본어판)

## 같이 보기
- 도쿄도의 도도 목록
- 사이타마현의 현도 목록